# Edgar Allison Peers
Edgar Allison Peers (Leighton Buzzard, 7 de mayo de 1891 - Liverpool, 21 de diciembre de 1952) fue un hispanista, pedagogo y traductor inglés.

## Biografía
Hijo único de John Thomas Peers (1860 - 1944) y su mujer Jessie Dale (1865 - 1951), entre 1892 y 1903 su familia se desplazó varias veces de forma que el niño tuvo que estudiar en escuelas elementales muy diferentes, en la última de las cuales empezó a estudiar español. Después prosiguió sus estudios en el Christ's College de Cambridge y obtuvo el título de bachiller en Artes en 1910, en Londres. Fue después a impartir clases en Cambridge, en 1912; al año siguiente obtuvo el premio Harness y su diploma como profesor. Durante cinco años fue profesor de lenguas modernas en Mill Hill, Felsted, Essex y luego en Wellington. Entre 1914 y 1920 publicó disintos estudios sobre literatura inglesa y francesa y en 1918 fundó la Modern Humanities Research Association, de la que fue secretario honorario por once años y presidente en el bienio 1931-1932.
Fue lector de español en la Universidad de Liverpool en 1920 y desempeñó la cátedra Gilmour de español desde 1922 hasta su muerte; en este cometido introdujo el estudio de otras literaturas hispánicas en su departamento, como la portuguesa y la catalana. Difundió el Hispanismo por Gran Bretaña y en 1923 fundó el Bulletin of Hispanic Studies, una de las revistas clásicas sobre literatura hispánica. El 19 de marzo de 1924 se casó con Marion Young, de la que no tuvo descendencia. En 1926 tradujo del catalán al inglés la Blanquerna de Raimundo Lulio y en 1929 publicó la biografía del famoso filósofo y místico catalán, de la que hizo un resumen posterior (Fool of love, 1946). Tradujo además al inglés el más importante de sus escritos místicos, el Llibre d’amic e amat (1923), el Arbre de filosofía d’amor (1925), el Llibre de les bèsties (1927) y la Vida coetània (1927). En 1927 y 1930 imprimió los dos volúmenes de sus Studies of the Spanish Mystics y entre 1928 y 1929 pue profesor visitante de literatura inglesa en Madrid, como lo fue asimismo en la Universidad de Columbia entre 1929 y 1930 y en otras como la de Nuevo México y California. En 1930 publicó Spain, a Companion to Spanish Travel y en 1932 The Pyrenees, French and Spanish, el mismo año en que fue designado lector en la Universidad de Nueva York y lector centenario en la Universidad de Cambridge. Fundó el Institute of Hispanic Studies de Liverpool en 1934 y el año siguiente termina su traducción al inglés de las Obras completas de San Juan de la Cruz en tres volúmenes, que influyó notablemente en algunos pasajes de los Four quartets del poeta T. S. Eliot.
La tragedia de la guerra civil española le trastornó profundamente. En 1936 publicó The Spanish Tragedy y en 1937 Catalonia infelix. En 1939, Spain, the Church and the Orders, el mismo año en que fue designado lector tayloriano de la Universidad de Oxford. De 1940 es su famosa History of the Romantic Movement in Spain (2 vols.), donde niega la existencia del Romanticismo en España stricto sensu; el mismo año edita su The Spanish Dilemma y en 1943 Spain in Eclipse. Desde ese año hasta 1946 dirigió el Hispanic Council. En 1946 termina su traducción de las Obras completas de Santa Teresa de Ávila, también en tres volúmenes, aunque todavía le faltaban dos volúmenes de epistolario.
Ya al fin de su vida y bajo el pseudónimo de Bruce Truscot, publicó tres polémcios e influyentes libros autobiográficos que satirizan el sistema educativo inglés, en especial lo referido a las nuevas universidades: Redbrick University (1943), Redbrick and these Vital Days (1945) y First Years at the University (1946). Estas obras levantaron una gran polvareda y contribuyeron a replantear el problema de la educación superior inglesa a fines de la Segunda Guerra Mundial. En 1947 recibió el doctorado honoris causa de la Universidad de Glasgow y en 1951 imprimió su traducción de las cartas de Santa Teresa de Ávila en dos volúmenes.  Recibió la medalla de la Hispanic Society of America y fue nombrado miembro honorario de la American Academy of Arts and Sciences y en 1947 del Institut d'Estudis Catalans.
Hizo un viaje a España en 1950 del cual escribió un diario aún inédito. Reunió una colección considerable de libros, panfletos y documentos sobre la guerra civil española que constituye la Colección Peers de la Biblioteca de la Universidad de Liverpool.

## Obra
Escribió unos 60 libros, entre los que pueden resaltarse cuatro intereses principales:
- La ascética y la mística española en castellano y catalán, a la que consagró los Studies of the Spanish Mystics (dos vols., 1927 y 1930), y algunos estudios sobre Raimundo Lulio, así como la traducción de la obra completa de San Juan de la Cruz y Santa Teresa de Ávila, y  otras obras relacionadas como Spain, the Church and the Orders (1939).

- Su análisis del origen y desarrollo del Romanticismo español, The History of the Romantic Movement in Spain (1940), en que llegó a la conclusión de que el Romanticismo español no llegó a cuajar y fue superficial.

- Sus escritos sobre la guerra civil española: The Spanish Tragedy (1936), Catalonia infelix (1937), The Spanish Dilemma (1940) y Spain in Eclipse (1943).

- Su crítica y sátira del sistema educativo inglés a través de los libros autobiográficos que publicó so el pseudónimo "Bruce Truscot": Redbrick University (1943), Redbrick and these Vital Days (1945) y First Years at the University (1946).